# Canthylidia semigrisea
Canthylidia semigrisea là một loài bướm đêm trong họ Noctuidae.